# Józef Jan Lipiński
Józef Jan Lipiński (ur. 1816, zm. 1864) – historyk polski, zbieracz pieśni ludowych. 

## Życiorys
Urodził się prawdopodobnie w Krakowie, ukończył studia na Wydziale Filozoficznym Uniwersytetu Jagiellońskiego (1837). W latach 40. XIX wieku przebywał w Wielkim Księstwie Poznańskim, gdzie interesował się miejscowym folklorem pieśniowym i obrzędowym. W 1842 wydał tomik Piosenki ludu wielkopolskiego.